# バルブ・アカリー
バルブ・アカリー（Barbe Avrillot Acarie 1566年2月1日 - 1618年4月18日）は、フランスの貴族、カトリック教会カルメル会修道女、福者。

## 生涯
バルブは法服貴族アヴリヨ家の娘としてパリに生まれ、10代のころ、修道生活に憧れていたが両親の反対により同じ貴族男性ピエール・アカリーと結婚した。ピエールとの間に6人の子を儲け、その内、後に司祭、修道女になるものもいた。彼女は社交界に活躍し、その容姿から「美貌のアカリー」と称された。夫はその状況に満足していたが世俗的価値観にゆだねられることを非常に恐れていた。アカリーは司祭に相談しバルブに信仰に関する書物を与えた。その書物を読んだバルブは信仰に目覚め、その生活を送るようになる。バルブは慈善活動を始め、キリスト教を中心としたサロンを開いた。この顧客にはフランシスコ・サレジオ、ヴァンサン・ド・ポール、そしてバルブの親戚で後に彼女と対決することになるピエール・ベリュールがいた。
ある日、バルブのサロンの常連の一人、ジャン・ド・カンタナドワーヌ・ブレティニーがフランス語訳をされたアビラのテレサの著書を紹介した。それが跣足カルメル会との出会いであった。彼女はアビラのテレサに感銘を受け、跣足カルメル会をフランスへの導入を決心した。しかし、跣足カルメル会を管轄に置いていた履足カルメル会（アビラのテレサによる改革以前の修道形態を保つ修道会のことを呼ぶ）はスペイン以外での創立に消極的姿勢をとっていた。バルブはそれをあきらめず友人の聖職者の協力を得てフランス導入計画を成功させた。ベリュールは使者としてスペインに赴き、アビラのテレサから指導を受けた修道女を6人選出し、フランスに帰国した。その修道女の中にスペイン王女イサベル・クララ・エウヘニアの友人で後にフランドルに修道院を建立するイエスのアンナと聖バルトロマイのアンナがいた。バルブは初めて跣足カルメル会修道女に出会い友人となった。その努力が結びフランス初の跣足カルメル会修道院がパリに創立された。
しかし、ベリュールはその修道会を自分の傘下に治めようとした。それに気づいたバルブはアビラのテレサの精神を守ろうとベリュールと対決し、彼に勝利した。その修道院はフランス各地に創立されていくようになる。
だが、彼女に不幸が襲った。1613年、夫ピエールが病気で死去、彼女は自分が導入した跣足カルメル会に入る決心をし、1614年4月に入会、助修女として誓願を立て、「御託身のマリア（Marie de l'Incarnation）」と名乗った。晩年、神秘体験を受けたが慎ましやかな修道生活を送り、修道院長に選出されたことがあったが彼女はそれを辞退した。1618年4月18日、肺炎によりポントワーズで死去。アカリー修道女の聖性が教会に認められ、1791年、列福された。